# Thecla americensis
Thecla americensis är en fjärilsart som beskrevs av Blanchard 1852. Thecla americensis ingår i släktet Thecla och familjen juvelvingar. Inga underarter finns listade i Catalogue of Life.